# جگری
جگری بخشی از طیف رنگ سرخ (قرمز) است که تیره می‌باشد و از ترکیب سرخ و قهوه‌ای یا سرخ و سیاه به دست می‌آید. نام آن از رنگ جگر گرفته شده است.
اولین استفاده ثبت شده از کارمین به عنوان یک نام رنگ در انگلیسی در سال ۱۵۲۳ بود.